# ГТС Алчевского металлургического комбината
Газотурбинная станция Алчевского металлургического комбината — тепловая газотурбинная электростанция комбинированного цикла ЧАО «Экоэнергия» (по сути ПАО «Алчевский металлургический комбинат») в городе Алчевске. В качестве топлива используется низкокалорийная смесь доменного, коксового и конвертерного газов.
Согласно проекту мощность должна составить 454,5 МВт, что полностью обеспечит собственные потребности меткомбината и смежного «Алчевского коксохимического завода» в электропотреблении, а также выдачу в объединённую энергосистему.
Первая очередь мощностью 303 МВт была запущена в 2013 году. Строительство второй очереди мощностью 151,5 МВт приостановлено из-за вооруженного конфликта.

## Основные сведения
Строительство и эксплуатацию электростанции осуществляет ЧАО «Экоэнергия» корпорации ИСД. ГТС спроектирована по схеме парогазовой установки работающий параллельно с объединённой энергосистемой. Проектная мощность составляет 454,5 МВт (3 энергоблока по 151,5 МВт)
Первая очередь:
- 1-й энергоблок - запущен в марте 2013 года
- 2-й энергоблок - запущен в январе 2014 года

Вторая очередь:
- 3-й энергоблок - в 2014 году строительство заморожено из-за вооруженного конфликта.

### Технические характеристики энергоблоков
Все энергоблоки одинаковы.
Основное оборудование энергоблока:
- газовая турбина «Mitsubishi» (Япония) мощностью 89,7 МВт
- паровая турбина «Mitsubishi» (Япония) мощностью 61,8 МВт
- генератор «Melco» (Япония) номинальной мощностью 151,5 МВт
- паровой котел-утилизатор «Nooter/Eriksen»(США)
- газовые компрессоры, соединённые с валом паровой турбины через редуктор.

## Инвестиции
Общая стоимость проекта составляет около 675 млн долларов  Финансирование осуществляется за счет собственных средств корпорации ИСД, а также кредитов ЕБРР и «Japan Bank for International Cooperation» 

## Экология
Благодаря электростанции должны снизится выбросы углерода на 2 млн тонн. Также производство 2,4 млрд. кВт*часов электроэнергии, производимые электростанцией на металлургических газах, сэконоит 1 млн. тонн угля или 700 млн м³ природного газа, сжигаемых на тепловых электростанциях Украины для производства такого же количества электроэнергии.